# Castello Cagnis
Il Castello Cagnis è un antico castello situato nel comune di Lessolo in Piemonte.

## Storia
Il castello, già documentato nel XIII secolo, appartenne a lungo ai conti di Castellamonte, che ebbero giurisdizione sul paese di Lessolo. Nel XIV secolo, la struttura originaria venne distrutta durante la rivolta dei Tuchini, ma fu poi ricostruita. Col passare dei secoli, la fortificazione venne trasformata in un palazzo baronale. Il castello diede probabilmente i natali a Francesco Ruffini.

## Descrizione
Il castello si distingue per le due torri massicce, una quadrata e una cilindrica, che sono sopravvissute ai numerosi rimaneggiamenti.